# John McSherry
John McSherry is een Ierse uilleann pipes en tin whistlespeler.
Hij is geboren in Belfast, Noord-Ierland en stamt uit een muzikale familie. Al vroeg ging hij de uilleann pipes bespelen en won op vijftienjarige leeftijd reeds twee All Ireland Championship titels en op zijn achttiende jaar was hij de jongste winnaar van de belangrijke 'Oireachtas' piping competitie. In 1995 werd hij medewerker bij de folkband Lúnasa samen met Sean  Smyth, fluitist Michael McGoldrick en gitarist Steve Cooney, en toerden met de band door Ierland en Engeland. Ook speelde hij in de band Tamalin en hij ook in de groep van Dónal Lunny, Coolfin waarin ook Nollaig Casey en Sharon Shannon optraden. Als sessie-muzikant trad hij op met Dan Ar Braz, Riverdance, Ornette Coleman en Secret Garden. Voor radio en televisie maakte hij talloze soundtracks. 
Met zijn vriend Michael McGoldrick realiseerden zij het album At First Light. Solo werkte John als componist, arrangeur, en producer voor Clannad, Nanci Griffith, Shaun Davey, Dónal Lunny en The Corrs. De werktitel voor zijn nieuwe band is At First Light.

## Discografie
- John McSherry and Donal O'Connor: Tripswitch (Vertical)
- McGoldrick & McSherry: At First Light (Vertical)
- Tamalin: Rhythm and Rhyme (Grapevine)
- Lúnasa: ‘Live’ (Compass)
- Donal Lunny’s Coolfin (Hummingbird)
- At First Light: Tripswitch (Vertical)
- Shaun Davey: Waking Ned Devine [soundtrack] (Decca)
- Lúnasa: Otherworld (Green Linnet)
- Donal Lunny: This is my father [soundtrack] (Hummingbird)
- Donal Lunny: Journey ‘a retro’ (Hummingbird)
- Dan Ar Braz: L’Heritage Des Celtes (Sony, France)
- Donal Lunny and Friends: Dualaman ((Hummingbird)
- Clannad: Landmarks
- Gary Kemp: Little Bruises (Sony)
- Niamh Parsons: Loosely Connected (Greentrax)
- Niamh Parsons: Blackbirds and Thrushes (Green Linnet)
- Sharon Shannon: Each Little Thing (Grapevine)
- Aoife Ní Fhearraigh: Aoife (Gael-Linn)
- Maighread & Tríona Ní Dhomhnaill: (Hummingbird)
- Brian Kennedy: On Song (Curb)
- Carmina: Weather in the heart
- Sult: Spirit of the Music (Hummingbird)
- Maura O’Connell: Wandering Home (Rykodiscs)
- Nanci Griffith: Dust Bowl Symphony
- Tommy Flemming: Restless Spirit (Dara)
- Eleanor Shanley: Eleanor Shanley (Grapevine)
- Melanie Harrold & Olly Blancheflower: Instinctive Behaviour
- Soul Flower Union: Marginal Moon (Ki-Oon)
- Gilles Servat: Touche pas La Blanche hermine (Sony, France)
- The Corrs: Home (Atlantic)
- Skanda: Sangre d'ochobre (L'Aguañaz)

- Library of Congress Control Number: n2009016954
- MusicBrainz: e53ccb97-4f1f-4292-9370-a04bd34d24b2
- Nationale Bibliotheek van Israël: 987010725498705171
- Virtual International Authority File: 170045024